# Campeonato Croata de Futebol de 1999–00
O Campeonato Croata de 1999-2000 foi a nona edição da primeira divisão do futebol na Croácia. O Dínamo Zagreb, da capital Zagreb, foi o campeão da temporada.

## História e sistema de disputa
Doze equipes participaram do Campeonato Croata em sua temporada 1999-2000. O primeiro jogo se deu em 24 de julho de 1999 e a última rodada aconteceu em 13 de maio de 2000.
O campeonato foi disputado em fase única, na qual todos os times se enfrentaram entre si três vezes, perfazendo assim 33 jogos para cada equipe.
O campeão e o vice se classificaram para as fases preliminares da Liga dos Campeões da UEFA de 2000–01. O terceiro e o quarto colocados entraram nas fases eliminatórias da Copa da UEFA de 2000–01. Os dois últimos colocados foram rebaixados para a 2.HNL.

## Classificação final
| #   | Time                 | Jogos | Vitórias | Empates | Derrotas | GP-GC | Pontos | Classificação ou rebaixamento    |
| 1.  | Dinamo Zagreb(n1)    | 33    | 23       | 6       | 4        | 83-25 | 75     | Campeão                          |
| 2.  | Hajduk Split         | 33    | 17       | 10      | 6        | 58-30 | 61(n2) | Classificado à Liga dos Campeões |
| 3.  | Osijek               | 33    | 15       | 8       | 10       | 55-49 | 53     | Classificado à Copa da UEFA      |
| 4.  | Rijeka               | 33    | 14       | 7       | 12       | 54-39 | 49     | Classificado à Copa da UEFA      |
| 5.  | Slaven Belupo        | 33    | 12       | 13      | 8        | 34-34 | 49     |                                  |
| 6.  | Cibalia              | 33    | 11       | 12      | 10       | 42-39 | 45     |                                  |
| 7.  | Varteks              | 33    | 10       | 10      | 13       | 32-44 | 40     |                                  |
| 8.  | NK Zagreb            | 33    | 9        | 12      | 12       | 42-49 | 29     |                                  |
| 9.  | Šibenik              | 33    | 8        | 10      | 15       | 33-50 | 34     |                                  |
| 10. | Hrvatski Dragovoljac | 33    | 8        | 9       | 16       | 36-58 | 33(n3) |                                  |
| 11. | Vukovar '91          | 33    | 7        | 9       | 17       | 32-56 | 30     | Rebaixado para a 2.HNL           |
| 12. | Istra Pula           | 33    | 8        | 6       | 19       | 33-61 | 30     | Rebaixado para a 2.HNL           |

(n1) O Croatia Zagreb mudou de nome para (o atual) Dínamo Zagreb em 14 de fevereiro de 2000.
(n2) Teve um ponto retirado por escalar um jogador suspenso. O ponto foi devolvido após recurso.
(n3) Apesar de ser uma equipe de Zagreb, mandou seus jogos em Zaprešić.

## Artilheiros
O artilheiro da competição foi Tomo Šokota do campeão Dínamo Zagreb, com 21 gols.